# Le Devoir
Le Devoir ist eine französischsprachige kanadische Tageszeitung mit Redaktionssitz in Montreal.

## Geschichte
Die Zeitung wurde 1910 von Henri Bourassa (1868–1952) gegründet, einem Enkel von Louis-Joseph Papineau und einer zu jener Zeit bedeutenden Persönlichkeit in dem auf Distanz zum Vereinigten Königreich gehenden politischen Spektrum Kanadas. Bourassa übernahm auch die Chefredaktion und hatte diese bis 1932 inne. Direktor war Gérard Fillion, der zusammen mit einem weiteren Redakteur der Zeitung, André Laurendeau, auch die antisemitische Bewegung „Jeune-Canada“ anführte. Ein weiterer Mitarbeiter der Zeitung war Paul Sauriol.
Auf ein intellektuelles Publikum ausgerichtet wurde Le Devoir nie zu einem Massenblatt, dafür jedoch zu einem bedeutenden Medium des frankokanadischen Establishments. Die enge Verzahnung mit dem politischen Geschehen äußerte sich auch personell, so wurde Claude Ryan, einer der späteren Chefredakteure, im Anschluss an seine Redaktionszeit Vorsitzender der Parti libéral du Québec. In der Frage der Loslösung Québecs von Kanada neigte die Zeitung zur separatistischen Seite.
Zeitweise war das Blatt in erheblichen finanziellen Schwierigkeiten, konnte jedoch zuletzt Gewinne vorweisen.

## Le Devoir heute
2006 hatte Le Devoir eine vom Audit Bureau of Circulations (ABC) geprüfte Auflage von 28.351 (wochentags) und 45.974 (samstags) Exemplaren. Chefredakteur ist seit 1999 Bernard Descôteaux.